# Rhopalorhynchus cinclus
Rhopalorhynchus cinclus is een zeespin uit de familie Colossendeidae. De soort behoort tot het geslacht Rhopalorhynchus. Rhopalorhynchus cinclus werd in 2001 voor het eerst wetenschappelijk beschreven door Bamber. 